# Ariane 6
Ariane 6 je evropska nosilna raketa za enkratno uporabo, ki jo razvija ESA. Je zadnja raketa družine Ariane. Raketa nove generacije je manjša in bolj fleksibilna s približno enakimi sposobnostmi kot Ariane 5. V geostacionarno transferno orbito (GTO) lahko izstreli satelit teže 3-6,5 ton. 
Raketa bo imela tri stopnje, prva stopnja bo imela tri potisnike  "boosterje" na trdo gorivo. Druga stopnja bo imela en trdogorivni motor, tretja stopnja pa kriogenični motor Vinci, na tekoči kisik in tekoči vodik. Vinci bo imel možnost več zagonov za doseganje kompleksnih orbit. Vsak od štirih motorjev prve in druge stopnje bo imel maso goriva 135 ton, prazna teža vsakega potisnika bo 10 ton. 
Zgradili bodo nov izstrelitveno ploščad na izstrelišču Kourou v Francoski Gvajani. Francoska vesoljska agecija namereva izstreliti Ariane 6 najmanj osemkrat na leto, cilj je 12 izstrelitev na leto.
Cena izstrelitve ene rakete naj bi bili okrog € 70 milijonov, okrog 30% manj kot Ariane 5. 
Ariane 6 naj bi poletela 2021-2022, če potrdijo razvoj nove rakete v letu 2014.  Cena razvoja naj bila € 4 milijard.